# Аверно (озеро)
Аверно (італ. Lago d'Averno, від грец. Αορνος тобто (позбавлене птахів)) — кратерне озеро, що розташоване на півдні Італії, неподалік від міст Куми та Поццуолі, в провінції Неаполь, регіон Кампанія. Розташоване в кратері Аверно (Avernus), приблизно в 4 км на захід від Поцуолі, який розміщується поблизу вулканічного поля, відомого як Флегрейські поля (італ. Campi Flegrei, англ. Phlegraean Fields), що включене до ширшої Кампанійської вулканічної дуги.
Озеро є приблизно круглим, розміром 2 км по окружності, розташоване на висоті 1 м над рівнем моря та глибиною до 60 м. Назву свою воно отримало від грец. Αορνος, тобто «позбавлене птахів». Проте теперішнє озеро нічим не відлякує птахів, але не виключено, що в минулому залишкова вулканічна та газова активність могла викликати отруйні випаровування, які робили береги озера мертвими.

## Грецька епоха
Неподалік від озера давньогрецькі колоністи у VIII ст. до н. е. заснували місто-колонію Куми (грец. Κύμη, лат. Cumae), перша грецька колонія в материковій частині Італії, пізніше, приблизно у V ст. до н.е., на східніше було засновано нове місто-колонію Неаполіс (Neapolis, від грец. Νεάπολη < Νέα Πόλις — «нове місто»). З цього часу озеро та печера, що знаходиться поряд з ним вважалися одним із входів в царство Аїда і через які легендарний Геракл проходив, щоб здійснити свій 12-й, найважчий подвиг — приборкання міфічного триголового Цербера, що стояв на варті царства мертвих.
У цій печері біля озера Аверно, за переказами, жила Кумська Сивіла.

## Римська епоха
Озеро Аверно було важливим і для римлян, які перейняли від греків культуру та міфологію. Римські письменники часто використовували цю назву як синонім підземного світу. У «Енеїді» Вергілія легендарний троянський герой та предок римлян Еней спускається в підземний світ через печеру біля озера. Також у «Міфах» («Fabulae») Гай Юлій Гігіна головний герой Одіссей також входив у нижній світ мертвих з цього місця, де він зустрічає Елпенора, свого товариша, який зник безвісти після того, як його перетворила на вепра чаклунка Кірка.
Крім того, римляни використовували озеро Аверно у суспільному розвитку регіону, як місце, де навколо будували вілли заможних громадян та у військових цілях. В 37 р до н.е. Марк Агріппа поєднав Авернське озеро каналом із сусіднім Лукрінськім озером (лат. Lucrinus Lacus), а те, в свою чергу, з морем, і таким чином створив тут військову закриту гавань та порт для захисту регіону та морських території до Сицилії, назвавши його «Portus Iulius» в честь Юлія Цезаря.

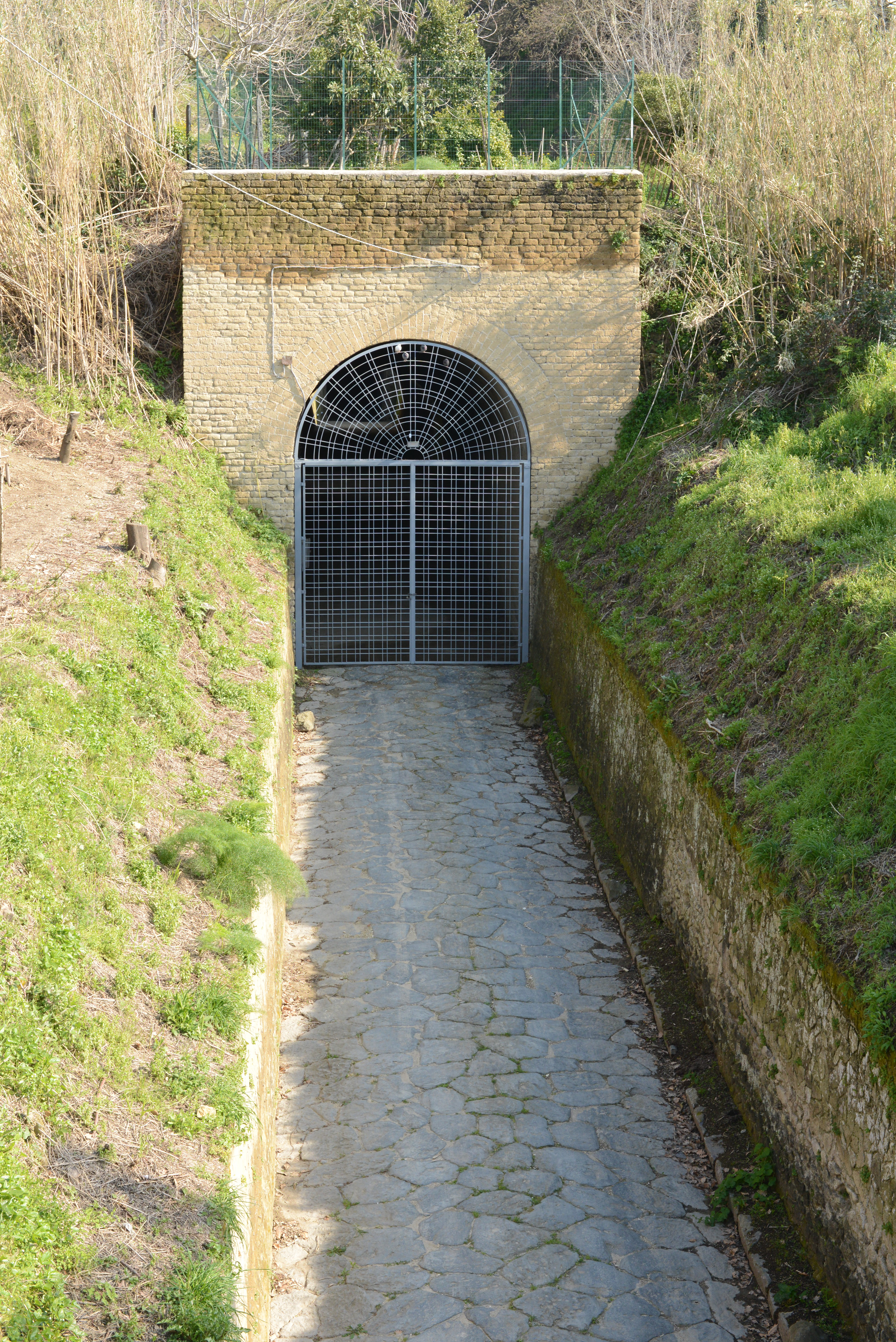
Печера Кочейо - вхід зі сторони Куми (через вулицю Арко Феліче Веккйо (Arco Felice), Поццуолі)

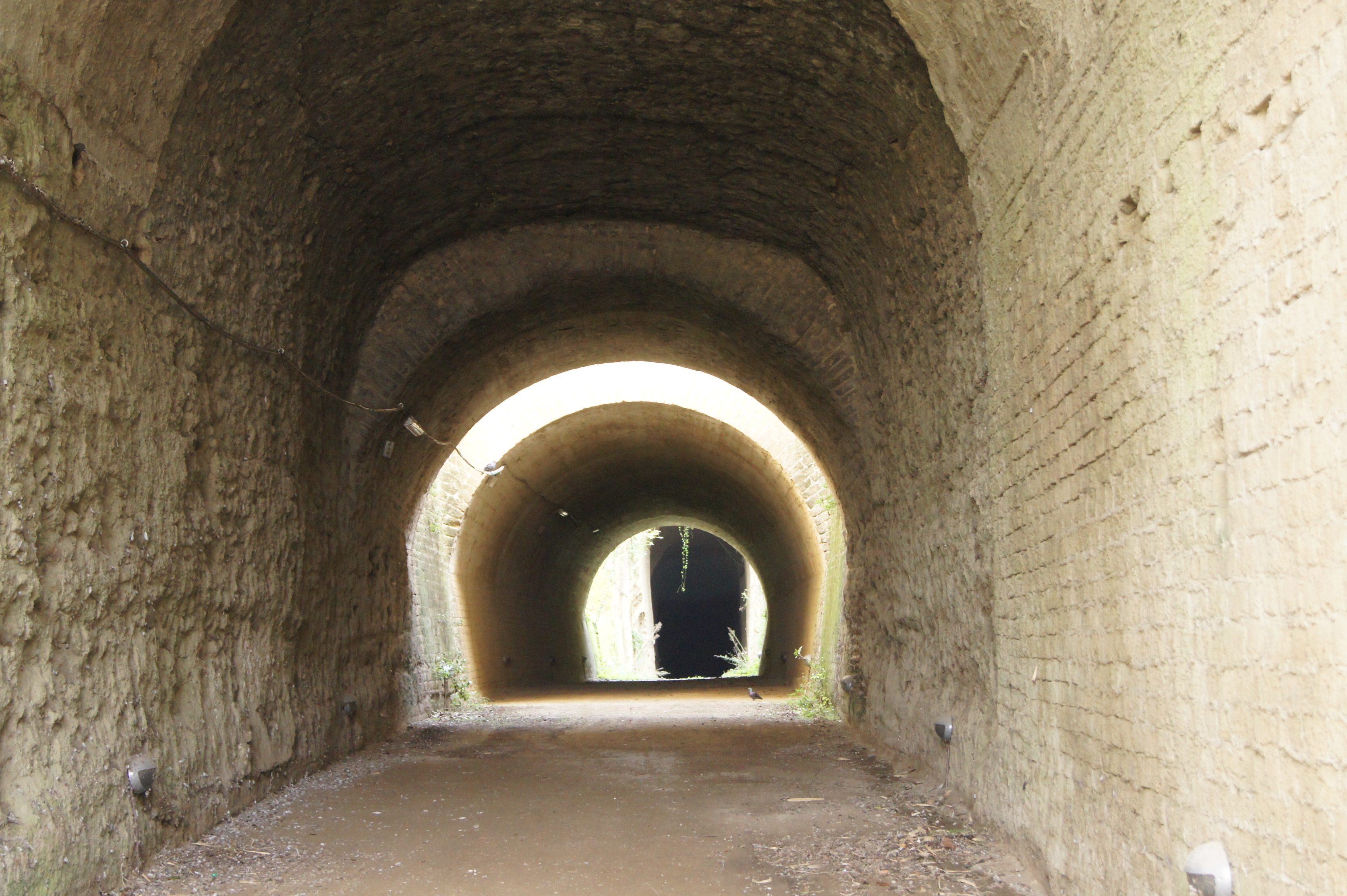
Інтер'єр Печери Кучейо

Берег озера був також пов'язаний з грецькою колонією Куми підземним ходом, відомим як Печера Кочейо (Grotta di Cocceio), завдовжки 1 км в довжину і досить широким, щоб використовувати колісниці. Пізніше він став першим в світі автомобільним тунелем і залишався придатним до використання ще до середини 40-х років ХХ століття, але після значних пошкоджень під час 2-ї Світової війни був закритий.

## Італійська епоха
У доісторичну епоху італійські географи це озеро також називали Лаго ді Тріпергола (італ. Lago di Tripergola). Так воно було названо на честь найближчого села Тріпергола, яке було зруйноване виверженням вулкана Монте Нуово в 1538 році. Аристократи Бурбоні, члени Бурбонського дому, правителі Неаполя, яким до 1750 року належали навколишні землі та озера, передали його іншій аристократичнію сім'ї, яка в свою чергу продала її в 1991 році сім'ї Карділло.
У 2010 році карабінери заарештували ділянку землі в 55 га, включаючи озеро, зону відпочинку на березі озера з усіма рекрааційними закладами, після того як власник був звинувачений в тому, що він був фронтменом мафії клану Казалезі (Casalesi clan).